# Leśny Rów
Leśny Rów (deutsch Ivenhof) ist ein Dorf in der polnischen Woiwodschaft Ermland-Masuren innerhalb der Gmina Srokowo (Drengfurth) im Powiat Kętrzyński (Kreis Rastenburg).

## Geographische Lage
Leśny Rów liegt in der nördlichen Mitte der Woiwodschaft Ermland-Masuren, 15 Kilometer nordöstlich der Kreisstadt Kętrzyn (deutsch Rastenburg).

## Geschichte
Ivenhof, bestehend aus einem großen Hof und vorher Abbau Bartel genannt, wurde am 10. April 1922 offiziell gegründet. Bis zum 31. März 1938 war es ein Wohnplatz in der zum ostpreußischen Kreis Rastenburg gehörenden Gemeinde Drengfurth, Vorstadt, die am 1. April des gleichen Jahres in die Stadtgemeinde Drengfurth (polnisch Srokowo) eingegliedert wurde.
1945 kam Ivenhof in Kriegsfolge mit dem gesamten südlichen Ostpreußen zu Polen und erhielt die polnische Namensform „Leśny Rów“. Heute ist das Dorf Sitz eines Schulzenamtes (polnisch Sołectwo) im Verbund der Landgemeinde Srokowo (Drengfurth) im Powiat Kętrzyński (Kreis Rastenburg), bis 1998 der Woiwodschaft Olsztyn, seither der Woiwodschaft Ermland-Masuren zugehörig.

## Kirche
Bis 1945 war Ivenhof in die evangelische Pfarrkirche Drengfurth in der Kirchenprovinz Ostpreußen der Kirche der Altpreußischen Union sowie in die katholische Kirche St. Katharina Rastenburg mit der Filialkapelle Drengfurth im damaligen Bistum Ermland eingepfarrt.
Heute gehört Leśny Rów zur katholischen Pfarrei Srokowo im jetzigen Erzbistum Ermland, außerdem zur evangelischen Kirche Srokowo, einer Filialkirche der Johanneskirche Kętrzyn in der Diözese Masuren der Evangelisch-Augsburgischen Kirche in Polen.

## Verkehr
Leśny Rów liegt westlich der Woiwodschaftsstraße 650 und ist von Srokowo (Drengfurth) und von Lesieniec (Waldenthal) aus zu erreichen. Eine Anbindung an den Bahnverkehr besteht nicht. Bis 1945 war Drengfurth die nächste Bahnstation als Endpunkt der von Rastenburg kommenden Bahnstrecke, die von den Rastenburger Kleinbahnen betrieben, nach 1945 aber nicht reaktiviert wurde.

## Persönlichkeit
- Cyryl Klimowicz (* 1952), seit 2003 römisch-katholischer Bischof der Diözese St. Joseph in Irkutsk (Russland), lebte von 1975 bis 1998 in Leśny Rów